# Слава Рашкај
Слава Рашкај (Озаљ, 2. јануар 1877 – Стењевец, Загреб, 29. март 1906) била је хрватска сликарка. Њени акварели светлог колорита и чаробне атмосфере, постигнути истанчаном применом светла, представљају највиши домет у хрватском акварелном сликарству с краја 19. и почетком 20. века.

## Биографија
Слава Рашкај рођена јао Фридерика Славомира Олга Рашкај. Од рођења је била глувонема. Од осме године школовала се у Заводу за глувонему децу у Бечу, где је боравила од 1885. до 1893. године. У бечком заводу Слава је добила прве лекције из ликовне уметности. Из Беча се вратила у Озаљ где је, показавши таленат, наставила да се бави цртањем и сликањем. Са осамнаест година, 1895, по наговору озаљског учитеља Ивана Отоића, прелази у Загреб где је, посредовањем хрватског сликара и историчара уметности Исидора Кршњавија, смештена у Завод за глувонему децу. Већ следеће, 1896/97. године похађала је курс умјетничко-обртничког цртања у женској стручној школи и приватно похађала часове сликања код хрватског сликара Беле Чикош-Сесије.
Године 1899. вратила се у Озаљ а затим, током 1899/1900. краће боравила у Лобору, Златару, Ораховици и Опатији. У јесен 1900. поново се враћа у Загреб, у Завод за глувонему децу.
Године 1901. код Славе се јављају први знаци душевне болести и 1902. бива смештена у Завод за умоболне у Стењевцу, гдје је остала до смрти. Умрла је 1906. године, у двадесет деветој години живота.

## Уметнички рад
Слава је најчешће сликала је у својем атељеу у Заводу, смештеном у бившој мртвачници породилишта, ређе на отвореном, а током боравка у Озаљу 1899. углавном у пленеру.
У Друштво хрватских умјетника Славу је увео њен учитељ сликања Бела Чикош-Сесија, који је био и један од оснивачаовог друштва, 1897. године.
Обзиром да је умрла веома млада, на самом почетку каријере, за собом није оставила велики број радова. Њен невелики опус састоји се од акварела, нешто пастела, уља и цртежа, углавном у малом формату. Опус Славе Рашкај припада периоду хрватске модерне, и то њеној импресионистичкој струји.
Слава се опробала и у примењеној уметности, декоришући више употребних предмета: лепезе, керамички послужавник, и платнени параван. Њене декорације, углавном у стилу сецесије, одликују се линеарношћу, стилизованим биљним мотивима и утицајем јапанске уметности. Изврсним декоративним стилизованим цртежима издуженога формата илустровала је литерарне прилоге у књижевном недељнику Виенaц, а њена дела су репродукована и у часописима Хрватски салон и Живот.

### Изложбе
Учествовала је 1898. на првој изложби Друштва хрватских умјетника, али за живота није имала самосталну изложбу. На изложбама Друштва излагала је широм Хрватске, као и на међународним изложбама. Њене слике биле су изложене и на Светска изложби у Паризу 1900. године. Прва ретроспективна изложба њених дела организована је у Загребу 1907. године, поводом обележавања 50. годишњице њене смрти. Током наредних деценија самосталне изложбе њених дела приређиване су широм Хрватске, а њена дела излагана су и на заједничким изложбама широм бивше СФРЈ.

### Сликарски мотиви
Међу раним радовима најбројније су мртве природе, претежно тамне, настале под утицајем Беле Чикош-Сесије. У неким каснијим радовима, насталим око 1898, приметан је утицај сецесије.
Основни мотиви у делима које је Слава Рашкај насликала током свог најплоднијег периода, између 1898. и 1901, су лирски пејзажи Озља и околине и повремено људска фигура. Њени акварели светлог колорита и чаробне атмосфере, постигнути истанчаном применом светла, представљају највиши домет у хрватском акварелном сликарству с краја 19. и почетком 20. века.

## Почасти
У спомен на њу у Озљу је 1981. основана акварелистичка колонија Славино прољеће. Њено име носе Центар за одгој и образовање у Сплиту, Центар за одгој и образовање у Загребу, Дневни центар за рехабилитацију у Ријеци и Галерија у склопу Клинике за психијатрију Врапче, у којој се некада и Слава лечила.
Хрватска народна банка је 2000. године, у склопу серије пригодног кованог новца под називом „Знамените Хрватице”, издала сребрени ковани новац од 200 куна посвећен Слави Рашкај.
О њој су снимљена два ТВ филма (1989. и 1999. године) и играни филм Сто минута Славе (2004), са Сањом Вејновић у главној улози.
- Март (око 1890)
- Жути пијетао и бијела кокош (око 1896)
- Мала глувонема Вера Папић из села (1897)
- Локвањи (1899)